# Pernille Blume
Pernille Blume (Copenaghen, 14 maggio 1994) è un'ex nuotatrice danese, campionessa olimpica dei 50 m stile libero.

## Palmarès
- Giochi olimpici

Rio de Janeiro 2016: oro nei 50m sl e bronzo nella 4x100m misti.
Tokyo 2020: bronzo nei 50m sl.
- Mondiali

Budapest 2017: bronzo nei 100m sl.
- Mondiali in vasca corta

Istanbul 2012: oro nella 4x100m misti e bronzo nella 4x100m sl.
Doha 2014: oro nella 4x50m misti e nella 4x100m misti e bronzo nella 4x50m sl.
- Europei

Berlino 2014: oro nella 4x100m misti.
Glasgow 2018: argento nei 50m sl e nella 4x100m misti, bronzo nella 4x100m sl.
Budapest 2020: argento nei 50m sl.
- Europei in vasca corta

Szczecin 2011: oro nella 4x50m misti e argento nella 4x50m sl.
Chartres 2012: oro nella 4x50m misti e nella 4x50m sl.
Herning 2013: oro nella 4x50m sl e nella 4x50m misti.
Copenaghen 2017: argento nella 4x50m misti, bronzo nei 50m sl, nei 100m sl e nella 4x50m sl.
Glasgow 2019: bronzo nei 50m sl, nella 4x50m sl e nella 4x50m misti mista.

## Primati personali
I suoi primati personali in vasca da 50 metri sono:
- 50 m stile libero: 23"75 (2018)
- 100 m stile libero: 52"69 (2017)

I suoi primati personali in vasca da 25 metri sono:
- 50 m stile libero: 23"49 (2017)
- 100 m stile libero: 51"63 (2017)

## International Swimming League
| Stagione 2019 | Stagione 2020   |
| ------------- | --------------- |
| NY Breakers   | Energy Standard |